# オンドレイ・ネペラ
オンドレイ・ネペラ（Ondrej Nepela、1951年1月22日 - 1989年2月2日）は、スロバキア、ブラチスラヴァ出身のチェコスロバキアの男性フィギュアスケート選手。1972年札幌オリンピック男子シングル金メダリスト。1971年、1972年、1973年世界フィギュアスケート選手権優勝。

## 経歴
- 1964年インスブルックオリンピックに初出場し22位。
- 1966年から1968年、ヨーロッパフィギュアスケート選手権で連続2位。
- 1969年から1973年までヨーロッパフィギュアスケート選手権5連覇。
- 1971年から1973年まで世界フィギュアスケート選手権3連覇。
- 1972年札幌オリンピックで金メダルを獲得。チェコスロバキアに初めての金メダルをもたらした。
- 1973年から13年間、ヨーロッパのアイスショーで活躍した後、西ドイツでコーチに転身し、クラウディア・ライストナーを指導した。
- 1989年2月、エイズによる合併症のため38歳で死去。
- 彼の功績を称え、1993年よりオンドレイネペラメモリアル（後にオンドレイネペラトロフィーと改称）が開催されている。

## 主な戦績
| 大会/年                | 63-64 | 64-65 | 65-66 | 66-67 | 67-68 | 68-69 | 69-70 | 70-71 | 71-72 | 72-73 |
| ---------------------- | ----- | ----- | ----- | ----- | ----- | ----- | ----- | ----- | ----- | ----- |
| オリンピック           | 22    |       |       |       | 8     |       |       |       | 1     |       |
| 世界選手権             | 17    | 16    | 8     | 6     | 6     | 2     | 2     | 1     | 1     | 1     |
| 欧州選手権             |       | 8     | 3     | 3     | 3     | 1     | 1     | 1     | 1     | 1     |
| モスクワ国際           |       |       |       | 1     |       |       |       |       |       |       |
| プラハスケート         |       | 1     | 2     | 1     | 1     |       |       |       |       |       |
| チェコスロバキア選手権 |       | 1     | 1     | 1     | 1     | 1     |       | 1     | 1     | 1     |